# ناحیه صحبت‌پور
ناحیه صحبت‌پور (به انگلیسی: Sohbatpur District) یکی از ناحیه‌های پاکستان در پاکستان است که در ایالت بلوچستان واقع شده‌است. ناحیه صحبت‌پور ۲۰۰٬۵۳۸ نفر جمعیت دارد.